# San Rosendo
San Rosendo es una comuna y ciudad de la zona sur de Chile ubicada en la región del Biobío y en la provincia homónima. Limita al sur con el río Biobío, al sureste con el río de La Laja, al norte con la comuna de Yumbel y al oeste con la comuna de Hualqui. Esta comuna es lugar de tradiciones huasas.

## Historia
Bajo el gobierno de Alonso de Ribera en el cerro Centinela se construyó el primer fuerte en esta localidad, el cual fue destruido por los indígenas en 1655. Más adelante fue reconstruido, pero nuevamente sucumbió definitivamente en 1823. En el año 1826 se da origen al pueblo de San Rosendo el cual décadas después tuvo gran movimiento industrial, gracias al ferrocarril.
El 2 de marzo de 1941, un devastador incendio arrasó con tres manzanas del centro de San Rosendo a las 20:20 horas, causando estragos en la Municipalidad, dos hoteles importantes (el Hotel Central y el Hotel Valdiavia), la oficina de Correos y Telégrafos y diversas tiendas, afectando directamente a trescientas familias que quedaron sin hogar y generando pérdidas materiales estimadas entre cinco y seis millones de pesos. Pese a la gravedad del incidente, no se reportaron víctimas mortales, posiblemente gracias a la prontitud de acción ante el suceso. Bomberos de la 5ª Compañía de Concepción respondieron con un tren especial, y aunque su llegada fue posterior a que el fuego estuviese bajo control, su labor fue crucial durante la noche hasta las horas de la madrugada. La causa del fuego, que comenzó en un almacén y tienda de Francisco Barrientos no fueron esclarecido en ese entonces, y se temió que muchas de las propiedades afectadas no contaran con seguros adecuados.
En 2012, se vio afectada por los incendios forestales en la región en 2012.

## Medio ambiente

### Geografía

Trazado simplificado de los ecosistemas y cuerpos de agua presentes en la comuna de San Rosendo.

La comuna de San Rosendo se encuentra emplazada en las unidades geomorfológicas de Llano central con morrenas y conos y Llanos de sedimentación fluvial o aluvional; y presenta según la clasificación climática de Köppen clima mediterráneo de lluvia invernal (Csb). Esta además se halla en la cuenca hidrográfica de río Biobío. Además, la comuna posee diversos cuerpos de agua, entre los que se destacan el río Biobío, río Claro, río Gomero y río Laja.

### Ecología
Dentro del territorio de la comuna se pueden hallar los siguientes ecosistemas:
- Bosque caducifolio mediterráneo interior donde predominan Nothofagus obliqua y Cryptocarya alba (En peligro crítico)
- Bosque esclerófilo psamófilo mediterráneo interior donde predominan Quillaja saponaria y Fabiana imbricata (En peligro crítico)

### Medidas de protección ambiental y conflictos socioambientales
Hasta 2022, la comuna de San Rosendo no cuenta con áreas territoriales destinadas a la protección ambiental.

## Demografía
Famosa por su legado ferroviario, ya que era aquí donde se encontraba la división férrea entre los ferrocarriles que viajaban desde el sur de Chile hasta Santiago, por el este y hasta Talcahuano, por el oeste, esta comuna impulsó uno de los más importantes avances del desarrollo demográfico en la región. La estratégica posición de este pueblo, hizo que fuera el lugar donde se estableciera la casa de máquinas, hoy en ruinas debido al Terremoto de Chile de 2010.
Actualmente, San Rosendo está formando una conurbación con Laja, con una población de 26.400 habitantes.

## Localidades
Las poblaciones son:
Localidad
- Nuevo Amanecer
- 25 de Octubre
- Mercedes San Martín
- El Esfuerzo
- Agua Potable
- Antena
- Barrio Alto
- Héroes de la Concepción
- Santa Mónica
- Corvi
- Pedro Montt
- Quinta Ferroviaria
- Quinta 2
- Heritas

Aldeas
- Los Callejones
- Buenuraqui[nota 1]
- El Guindo
- Gomero
- Las Vegas
- Panilemu
- Peñaflor Norte
- Peñaflor Poniente
- Peñaflor Sur
- Turquía Estación[nota 2]
- Vega Verde

Caseríos
- Panilemu Alto
- El Risco
- La Toma

## Administración

### Municipalidad
La Municipalidad de San Rosendo para el periodo 2021-2024 es dirigida por el alcalde Rabindranath Acuña Olate (Independiente - Candidatura Independiente) y el concejo municipal conformado por los concejales:
- Pedro Humberto Leiva Conejeros (IND - Chile Vamos - PRI e IND)
- Nelson Alexander Bermedo Espinoza (Renovación Nacional)
- Jaime Luis Quiroz Flores (Partido Radical de Chile)
- Felipe Andrés Sánchez Concha (IND - Unidad Por el Apruebo PS PPD e IND)
- Francisco Javier Arratia Cuevas (IND - Unidos Por la Dignidad)
- Alejandra Isabel Valdebenito Soto (Partido Demócrata Cristiano)

### Representación parlamentaria
San Rosendo forma parte de la Circunscripción Senatorial X y del Distrito Electoral 21. Es representada en la Cámara de Diputados del Congreso Nacional por los siguientes diputados:
- Flor Weisse Novoa (Unión Demócrata Independiente)
- Karen Andrea Medina Vásquez (Partido de la Gente)
- Joanna Pérez Olea (Partido Demócrata Cristiano)
- Cristóbal Urruticoechea Ríos (Partido Republicano de Chile)
- Clara Inés Sagardía Cabezas (IND - Convergencia Social)

En el Senado, la representan:
- Sebastián Keitel Bianchi (Evolución Política)
- Enrique van Rysselberghe Herrera (Unión Demócrata Independiente)
- Gastón Saavedra Chandía (Partido Socialista de Chile)

## Economía
En 2018, la cantidad de empresas registradas en San Rosendo fue de 22. El Índice de Complejidad Económica (ECI) en el mismo año fue de -1,03, mientras que las actividades económicas con mayor índice de Ventaja Comparativa Revelada (RCA) fueron Residenciales (140,87), Alquiler de Maquinaria y Equipo de Construcción e Ingeniería Civil (107,67) y Actividades de Radio (102,76).

## Transporte

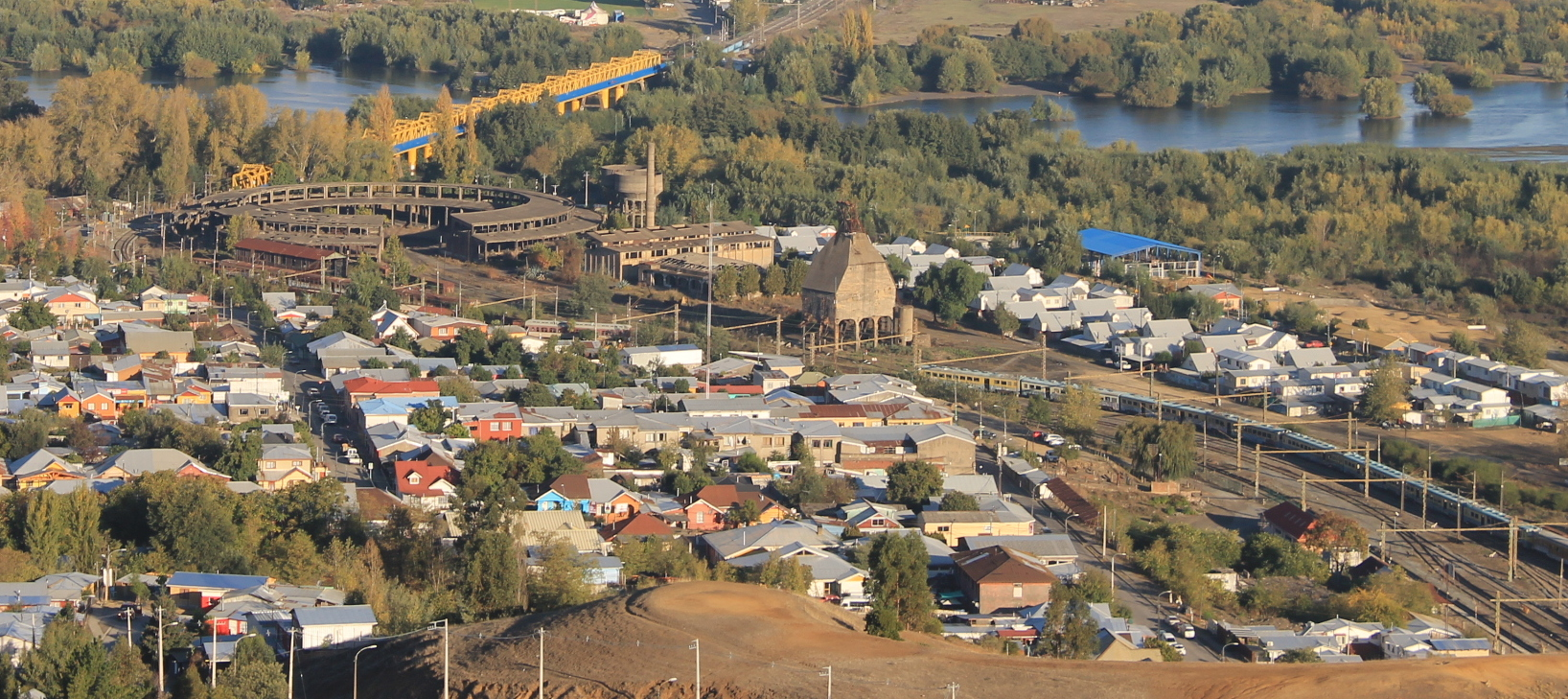
Recinto estación San Rosendo (2017).

San Rosendo, ubicada en la Región del Biobío, Chile, cuenta con varias formas de acceso:
- Por carretera: San Rosendo se conecta a la Ruta Q-20, facilitando el acceso desde localidades cercanas como Laja y Yumbel. Desde Concepción, el trayecto en vehículo toma aproximadamente una hora y media, siguiendo la Ruta 156 (Ruta de la Madera) hasta Laja, y luego desviándose hacia San Rosendo.
- Por ferrocarril: San Rosendo posee una estación de tren histórica que actualmente es utilizada por el servicio de pasajeros Tren Talcahuano-Laja, operado por EFE Sur. Este tren conecta las comunas de Talcahuano y Laja, pasando por varias estaciones intermedias, incluida la Estación San Rosendo. El recorrido incluye paradas en ciudades como Concepción y Hualqui. El servicio es una alternativa de transporte público para los residentes de la zona y un importante vínculo entre áreas rurales y urbanas de la región del Biobío.
- Por transporte público: Se puede acceder a San Rosendo mediante buses rurales que conectan la comuna con ciudades cercanas como Laja, Yumbel y Los Ángeles. También existen buses interurbanos desde Concepción y otras ciudades de la región que llegan hasta Laja, desde donde es posible tomar un bus local hacia San Rosendo.

## Medios de comunicación

### Radioemisoras

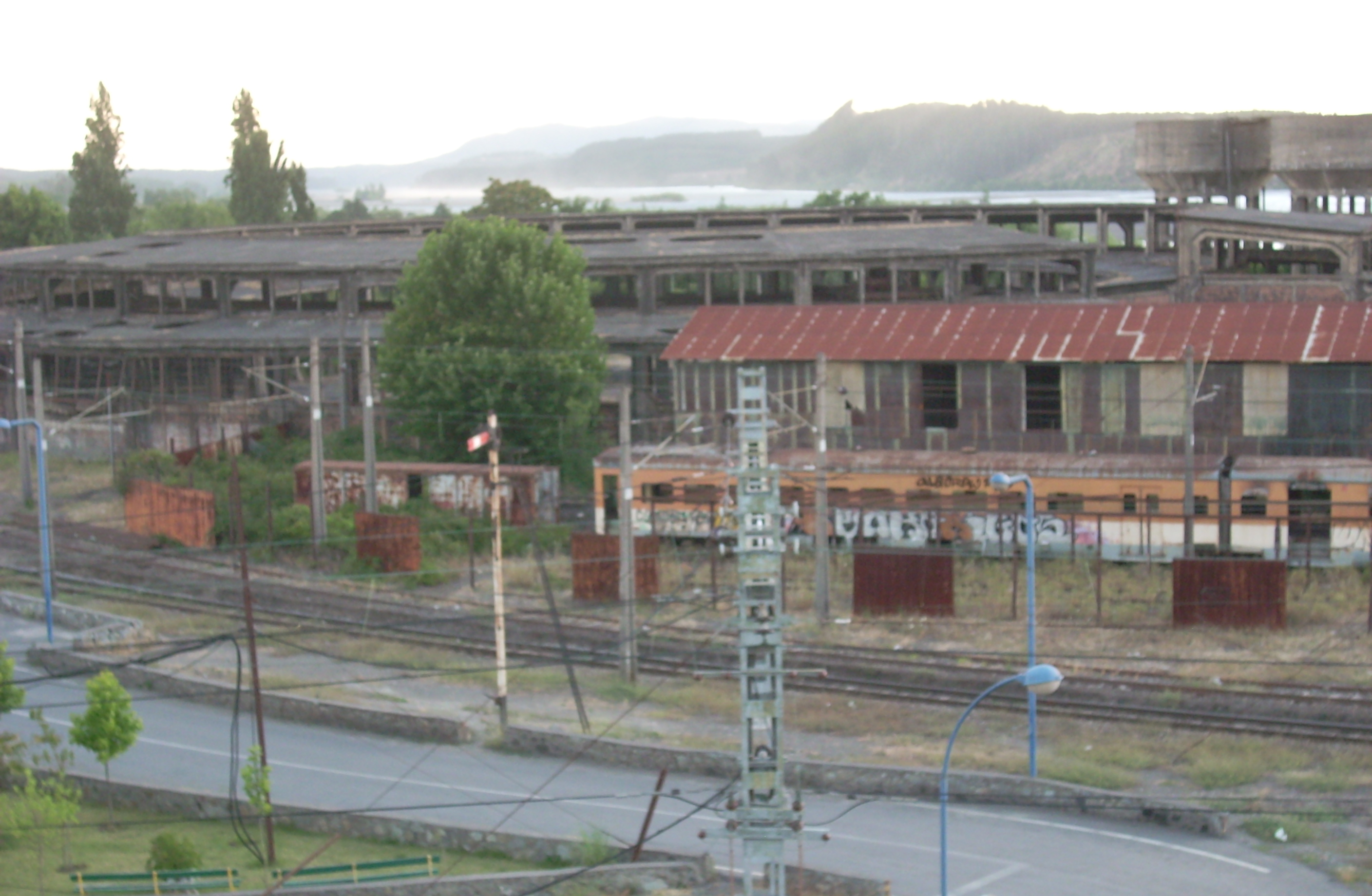
Vista de la vía ferroviaria de San Rosendo.

Desde el año 2004, comienza sus transmisiones la primera emisora local de la comuna, Radio Vía Libre en la frecuencia 91.5 FM, que luego cambió a 102.9 FM. Las distintas emisoras radiales son las siguientes:
FM
- 88.7 MHz - Radio Fantástica (Laja,  Curicó)
- 90.9 MHz - Radio La Movida (Laja)
- 101.1 MHz - Radio Rinconada (Laja)
- 102.9 MHz - Radio Vía Libre (San Rosendo)
- 103.7 MHz - Radio Paula (Laja)
- 107.5 MHz - Radio Fuente Lajota (Laja)

Online
- Radio Puro Chile de San Rosendo